# Vandino i Ugolino Vivaldi
Bracia Vandino (w niektórych źródłach jako Vadino lub Guido) i Ugolino Vivaldi (w niektórych źródłach jako Ugolino de Vivaldo; fl. 1291) – genueńscy kupcy i odkrywcy. Jako pierwsi w Europie próbowali dotrzeć do Indii poprzez opłynięcie wybrzeża Afryki.

## Historia
Bracia Vivaldi wraz z Tedisio d'Orią i innymi mieszkańcami obywatelami Republiki Genui zorganizowali wyprawę morską z Genui do Indii w celu sprowadzenia towarów na handel; wyprawa składała się z dwóch dobrze uzbrojonych galer o nazwach Sanctus Antonius i Alegranzia. Wyprawa wyruszyła w maju 1291 roku (inne źródła podają rok 1285), ponadto Ugolinowi towarzyszyło dwóch franciszkanów. Po wyruszeniu z Genui wyprawa na krótki czas zatrzymała się na Majorce, następnie przepłynęła Cieśninę Gibraltarską i płynęła wzdłuż wybrzeża Maroka; ostatnią informacją na temat lokalizacji wyprawy był fakt dotarcia do przylądka Cabo de Não. Prawdopodobnie obie galery zatonęły w nieznanych okolicznościach.
Genueński kronikarz Jacopo d'Oria zapisał w 1291 roku, że była to wyprawa, której nikt dotąd się nie podjął; jego bratanek Tedisio, mimo że współorganizował wyprawę, ostatecznie nie wziął w niej udziału. Natomiast według francuskiego XX-wiecznego mediewisty Jeana Gimpela franciszkanie towarzyszący Vivaldim mogli wcześniej przeczytać pracę pod tytułem Opus Majus autorstwa Rogera Bacona, w której ten stwierdził, że odległość między Hiszpanią a Indiami nie jest duża.
Na początku XIV wieku Sorleone de Vivaldo, syn Ugolina, podjął się wypraw mających na celu odnalezienie swojego ojca; udało mu się dotrzeć do Mogadiszu. W 1455 roku genueński marynarz Antoniotto Usodimare twierdził, że w pobliżu ujścia rzeki Gambia spotkał się z ostatnim ocalałym potomkiem jednego z braci Vivaldich; ten miał przekazać informacje, że obie galery dopłynęły do Zatoki Gwinejskiej, z czego jedna utknęła na mieliźnie, natomiast drugiej udało się dotrzeć do wybrzeży Etiopii, a załoga statku została pojmana i była przetrzymywana w niewoli. Włoski dominikanin Galvano Fiamma także stwierdził, że wyprawa Vivaldich dotarła do Etiopii, jednak zdecydowała się nie wracać do Genui.

## W kulturze
Do wyprawy braci Vivaldich jest nawiązanie w dwóch fragmentach datowanej na lata 1350–1385 Księdze wiedzy wszystkich królestw autorstwa anonimowego hiszpańskiego zakonnika. Jeden z nich opisuje podróż zakonnika będącego jednocześnie narratorem po regionie przypominającym Afrykę Subsaharyjską; dociera on do miasta Graçiona (będącego stolicą imperium Abdeselib) i dowiaduje się tam, że Genueńczycy dotarli do tegoż miasta, a jedna z galer zaginęła. Gdy podróżnik udał się do sąsiedniego miasta Magdasor, spotkał w nim Genueńczyka o imieniu Sor Leone, który przebywał w tymże mieście poszukując swojego ojca.